# 크리스티나 커크
크리스티나 커크(영어: Christina Kirk, 1970년 11월 10일 ~ )는 미국의 배우이다. 영화 《멜린다 앤 멜린다》(2005), 《러브 이즈 스트레인지》(2014), 드라마 《파워리스》에 출연했다.

## 출연 작품
- 파워리스 (2017)
- 타투 유 (2016)
- A에서 Z까지 (2014)
- 러브 이즈 스트레인지 (2014)
- 테이킹 우드스탁 (2009)
- 새틀라이트 (2006)
- 디.이.비.에스. (2004)
- 멜린다 앤 멜린다 (2004)
- 폴리와 함께 (2004)
- 듀플렉스 (2003)
- 버그 (2002)
- 세이프 맨 (1998)